# Pazzano

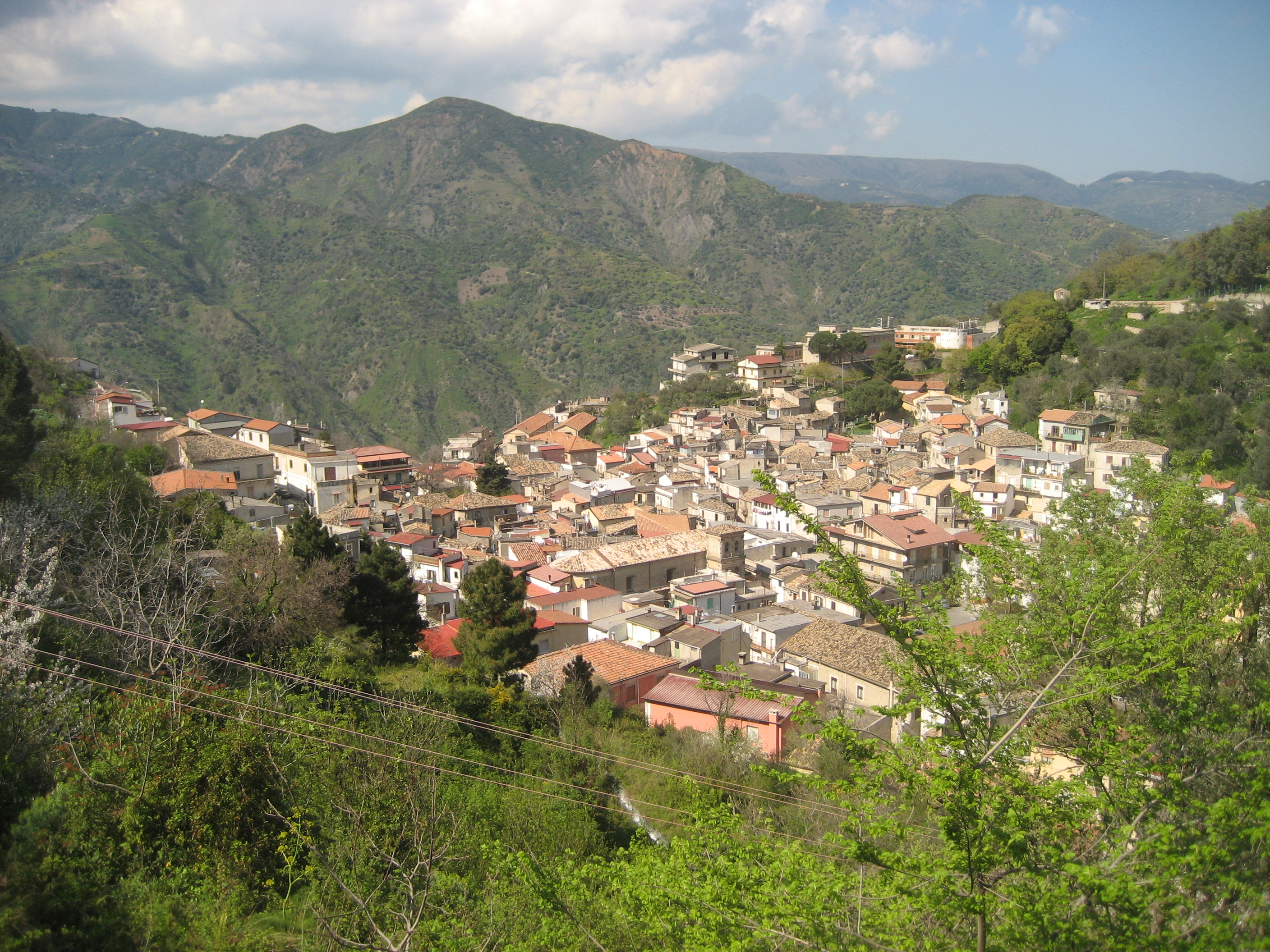
Panorama.

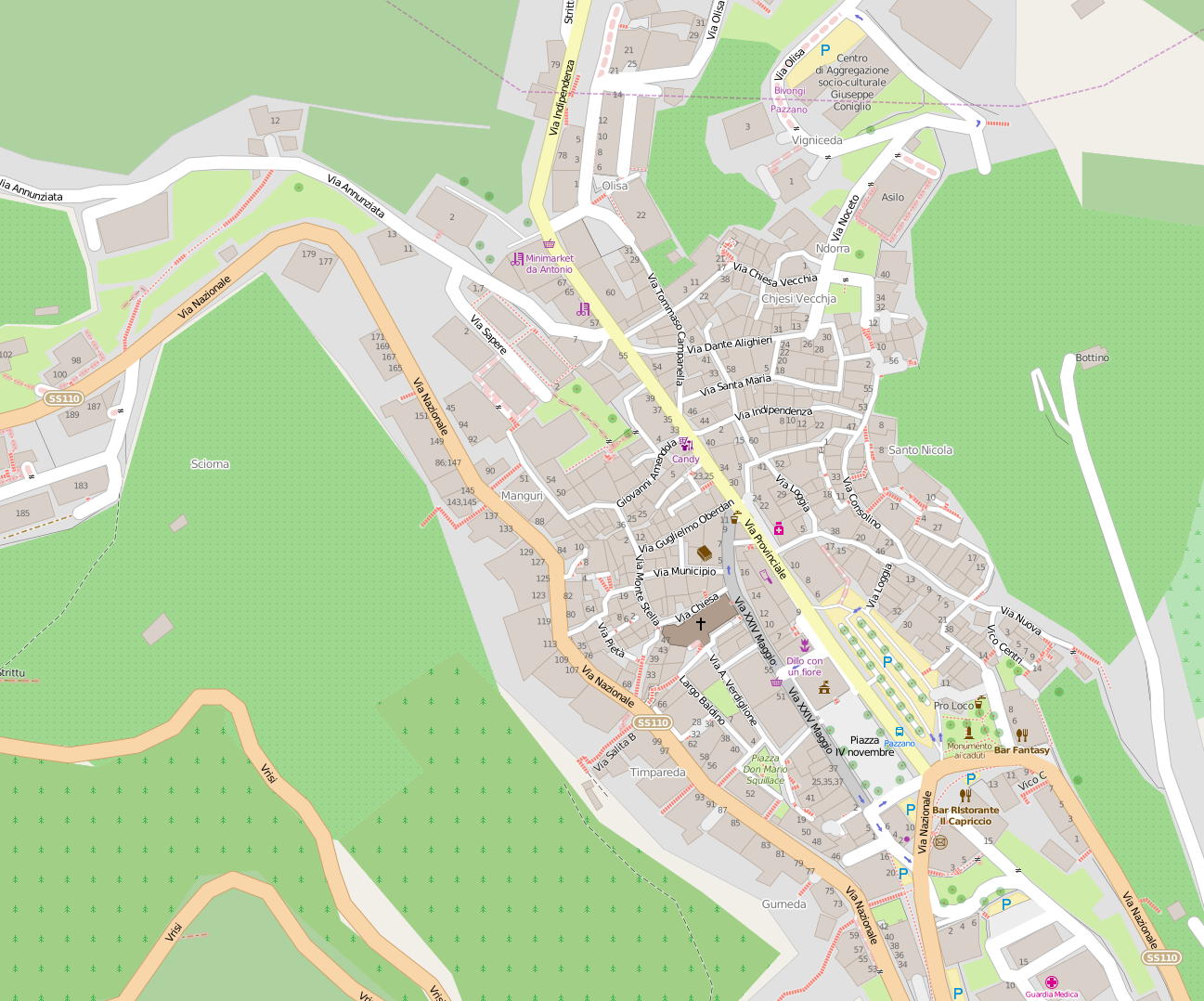
Mapa de Pazzano (Open Street Map 2015)

Pazzano é uma comuna italiana da região da Calábria, província de Reggio Calabria, com cerca de 799 habitantes. Estende-se por uma área de 15 km², tendo uma densidade populacional de 53 hab/km². Faz fronteira com Bivongi, Caulonia, Nardodipace (VV), Placanica, Stignano, Stilo.

## Demografia
| Variação demográfica do município entre 1861 e 2011                               |
|                                                                                   |
| Fonte: Istituto Nazionale di Statistica (ISTAT) - Elaboração gráfica da Wikipedia |